# Anna Bondestam
Anna Karolina Bondestam, född Elfving 1 april 1907 på Skata i Jakobstad, död 6 mars 1995 i Jakobstad, var en finlandssvensk författare och översättare. Hon var från 1936 gift med redaktören Henning Bondestam.

## Biografi
Bondestam var enda barn till plåtslagaren och riksdagsmannen Otto Elfving och tobaksarbeterskan Lina, född Hiltunen. Trots sin arbetarbakgrund fick hon möjlighet att gå i läroverk och ta studenten i Jakobstad 1925. Hon blev filosofie magister i litteratur och historia vid Helsingfors universitet 1932. Hennes examensarbeten handlade om Dan Andersson respektive småstäderna i Finland på 1700-talet. Efter avslutade studier arbetade hon på det socialdemokratiska småbrukarförbundet och senare på  Arbetarnas bildningsförbunds svenska sekretariat och Folkets bildningsförbund. Hennes insatser var dock framför allt som författare och översättare från finska till svenska. Anna Bondestam blev den finlandssvenska arbetarklassens litterära talesman. Åren 1938–1944 var hon sekreterare i Finlands svenska författarförening. Efter sin pensionering och makens död flyttade hon 1977 tillbaka till sin födelsestad Jakobstad.

## Författarskap
Bondestams författarskap behandlade främst den finlandssvenska arbetarklassen, ofta i ett historiskt och socialt perspektiv. Hon debuterade 1936 med den historiska romanen Panik i Rölleby, en dråplig skildring av 1700-talets ståndssamhälle. Romanen Klyftan (1946), som Bondestam ansåg vara sitt bästa skönlitterära verk, behandlade Finlands inbördeskrig ur ett barns perspektiv. Under sina senare år ägnade sig Bondestam åt historisk sakprosa.

## Priser och utmärkelser
- 1977 – Hedersdoktor vid Helsingfors universitet
- 1979 – Tollanderska priset
- 1988 – Pro Finlandia-medaljen

### Skrifter
- Panik i Rölleby. Helsingfors: Schildt. 1936. Libris 1361975. https://litteraturbanken.se/f%C3%B6rfattare/BondestamA/titlar/PanikIR%C3%B6lleby/sida/3/etext
- Fröken Elna Johansson: Roman. Helsingfors: Holger Schildts förlag. 1939. Libris 2571732. https://litteraturbanken.se/forfattare/BondestamA/titlar/FrokenElnaJohansson/sida/I/faksimil?om-boken
- Bergtagen: Noveller. Helsingfors: Holger Schildts förlag. 1941. Libris 2984879. https://litteraturbanken.se/f%C3%B6rfattare/BondestamA/titlar/Bergtagen/sida/3/etext
- Lågt i tak: Roman. Helsingfors: Holger Schildts förlag. 1943. Libris 2571733. https://litteraturbanken.se/forfattare/BondestamA/titlar/LagITak/sida/I/faksimil?om-boken
- Klyftan. Stockholm: Wahlström & Widstrand. 1946. Libris 19942121. http://litteraturbanken.se/forfattare/BondestamA/titlar/Klyftan/info
- Våra festprogram: Handbok för studiecirklar i festkultur. Hfors: Folkets bildningsförbund. 1948. Libris 2571734
- Sällboda frivilliga deckarkår. Helsingfors: Schildt. 1949. Libris 1680115. https://litteraturbanken.se/f%C3%B6rfattare/BondestamA/titlar/S%C3%A4llbodaFrivilligaDeckark%C3%A5r/sida/3/etext
- Enskilt område. [Stockholm]: Wahlström & Widstrand. 1952. Libris 1435233. https://litteraturbanken.se/f%C3%B6rfattare/BondestamA/titlar/EnskiltOmr%C3%A5de/sida/3/etext
- Vägen till staden. Stockholm: Tidens förlag. 1957. Libris 1570542. https://litteraturbanken.se/forfattare/BondestamA/titlar/VagenTillStaden/sida/I/faksimil?om-boken
- Stadens bröd. Helsingfors: Schildt. 1960. Libris 1570530. https://litteraturbanken.se/forfattare/BondestamA/titlar/StadensBrod/sida/I/faksimil?om-boken
- Jakobstads svenska arbetarförening 60 år. Jakobstad: Anna Bondestam. 1964. Libris 1703114
- Arbetet: En tidning i Åbo på 1910-talet och människorna kring den. Skrifter utgivna av Svenska litteratursällskapet i Finland, 426. Helsingfors. 1968. ISSN 0039-6842 Libris 486738
- Jordnära: Dikter. Helsingfors: Schildt. 1972. Libris 7844396. ISBN 951-50-0023-8. https://litteraturbanken.se/f%C3%B6rfattare/BondestamA/titlar/Jordn%C3%A4ra/sida/3/etext
- Åland vintern 1918. Skrifter utgivna av Ålands kulturstiftelse,  6. Mariehamn. 1972. ISSN 0515-0620 Libris 670921
- Som en stubbe i en stubbåker: Finlands svenska arbetarförbund 1899-1974 / Anna Bondestam, Alf-Erik Helsing. Helsingfors: Finlands svenska arbetarförb. 1978. Libris 8039457. ISBN 951-99156-6-4
- En stad förvandlas. Jakobstad: Jakobstads svenska arbetarförening. 1978. Libris 8039514. ISBN 951-99179-9-3
- Walter Borg (1870–1918): Grosshandlare och revolutionär. [Helsingfors]. 1982. Libris 3233438
- Arvid Svedberg: "En högmodig sprätt i hög krage". [Helsingfors]: Svenska litteratursällskapet i Finland. 1983. Libris 17263265
- Jakobstad, vintern 1918 – Pietarsaaren talvi 1918. Jakobstads museums publikationer, 0359-6338 ; 22. Jakobstad: Jakobstads museum. 1990. Libris 7851712. ISBN 9529022565
- Eldsjälar: Personporträtt ur finlandssvensk arbetarrörelse. Esbo: Schildt. 2000. Libris 7845272. ISBN 951-50-1179-5
- Bondestam, Anna & Abrahamsson, Sten-Erik (2003). Tåga i motvind: Socialdemokrati på svenska i Åbo 1903-2003. Åbo: Åbo socialdemokrater. Libris 9356472. ISBN 952-91-5952-8

### Översättningar (urval)
- Jalmari Jaakkola: Finska folkets historia (Suomen historian ääriviivat) (Natur och kultur, 1941)
- Maila Talvio: Muntra fruarna på Sveaborg (Linnoituksen iloiset rouvat) (Dagens böcker, 1942)
- Mika Waltari: Karin Månsdotter (Kaarina Maununtytär) (Wahlström & Widstrand, 1943)
- Slottsjungfrun och dvärgen: sagor (1944)
- Liisa Lehtinen: Fröken önskar korrespondera (Tyttö haluaa kirjeenvaihtoon) (1944)
- Hella Wuolijoki: En skolflicka i Dorpat (Koututyttönä Tartossa) (Bonnier, 1946)
- Elvi Sinervo: William Bortbyting: berättelsen om en gosse, som ville bli lik Danko (Viljami Vaihdokas) (Kooperativa förbundet, 1947)
- Veikko Huovinen: Konsta (Havukka-ahon ajattelija) (1953)
- Eeva Joenpelto: Bara Johannes (Johannes vain) (Bonnier, 1954)
- Daniel Katz: Min farfar hade en kornett (Kun isoisä Suomeen hiihti) (Geber, 1971)